# Alfonso Rojas
Pour les articles homonymes, voir Rojas.
Alfonso Rojas Melquíades, né le 5 mars 1916 à Jerez de la Frontera (province de Cadix) et mort le 20 janvier 1996 à Madrid (Communauté de Madrid) est un acteur espagnol,.

## Filmographie partielle

### Acteur
- 1945 : Los últimos de Filipinas (ca) d'Antonio Román
- 1952 : La Danseuse de Cadix (Ronda española) de Ladislas Vajda
- 1952 : Violettes impériales (Violetas imperiales) de Richard Pottier
- 1952 : L'Orpheline de la sierra (La estrella de Sierra Morena) de Ramón Torrado
- 1956 : Après-midi de taureaux (Tarde de toros) de Ladislas Vajda
- 1956 : Une vraie garce (es) (Fedra) de Manuel Mur Oti
- 1957 : J'ai choisi l'enfer (Y eligio el infierno) de César Fernández Ardavín
- 1958 : La Caravane des esclaves (de) (Die Sklavenkarawane) de Georg Marischka et Ramón Torrado
- 1958 : Le Faux Célibataire (it) (Gli zitelloni) de Giorgio Bianchi
- 1959 : Tu seras reine (¿ Donde vas, Alfonso XII ?) de Luis César Amadori
- 1959 : Salomon et la Reine de Saba (Solomon and Sheba) de King Vidor
- 1959 : Pasa la tuna (es) de José María Elorrieta
- 1960 : Guet-apens à Tanger (Agguato a Tangeri) de Riccardo Freda
- 1961 : Le Roi des rois (King of Kings) de Nicholas Ray
- 1961 : Les cloches ont cessé de sonner (Fray Escoba) de Ramón Torrado
- 1964 : Brandy
- 1964 : Relevo para un pistolero
- 1965 : Crimen de doble filo
- 1965 : Mi canción es para ti (es) de Ramón Torrado
- 1965 : La Charge des tuniques rouges (La carga de la policía montada) de Ramón Torrado
- 1966 : Django ne pardonne pas (Mestizo) de Julio Buchs
- 1966 : Dos mil dólares por Coyote de León Klimovsky : shérif
- 1966 : Les Dollars du Nebraska (Ringo de Nebraska) de Mario Bava et Antonio Román
- 1967 : Joe l'implacable (Joe l'implacabile) d'Antonio Margheriti : shérif Stanton
- 1968 : Pas de pardon, je tue (Fedra West) de Joaquín Luis Romero Marchent : Julio Álvarez
- 1968 : Un par un... sans pitié (Uno a uno sin piedad) de Rafael Romero Marchent
- 1969 : Garringo de Rafael Romero Marchent
- 1969 : Les Quatre Desperados (Los desesperados) de Julio Buchs
- 1969 : Sur ordre du Führer (La battaglia d'Inghilterra) d'Enzo G. Castellari
- 1970 : Quinto : à ne pas tuer (El valor de un cobarde) de León Klimovsky
- 1970 : Arriva Sabata... (Reza por tu alma... y muere) de Tulio Demicheli
- 1971 : Le Colt du révérend (Reverendo Colt) de León Klimovsky